# Uwe Barth

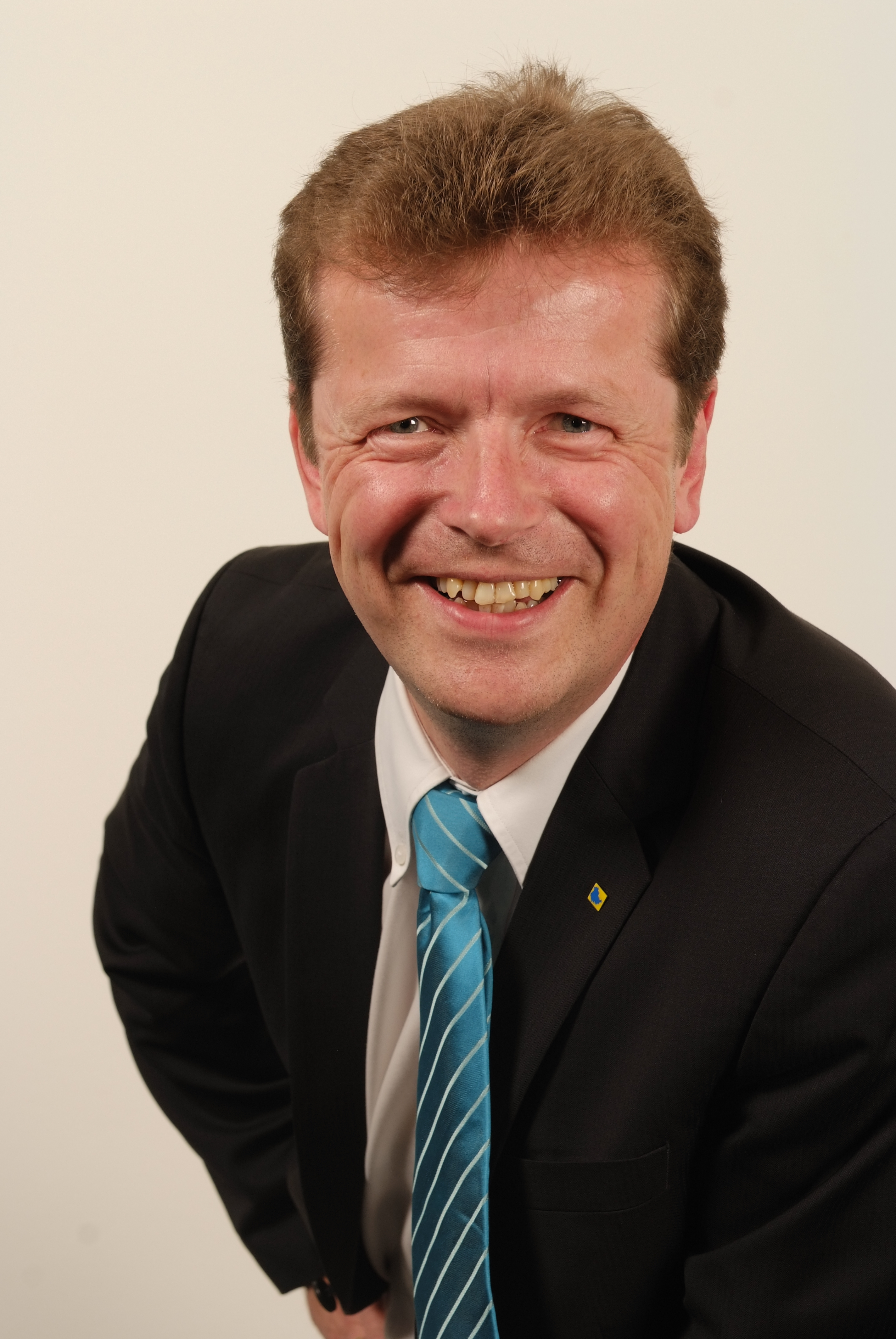
Uwe Barth (2011)

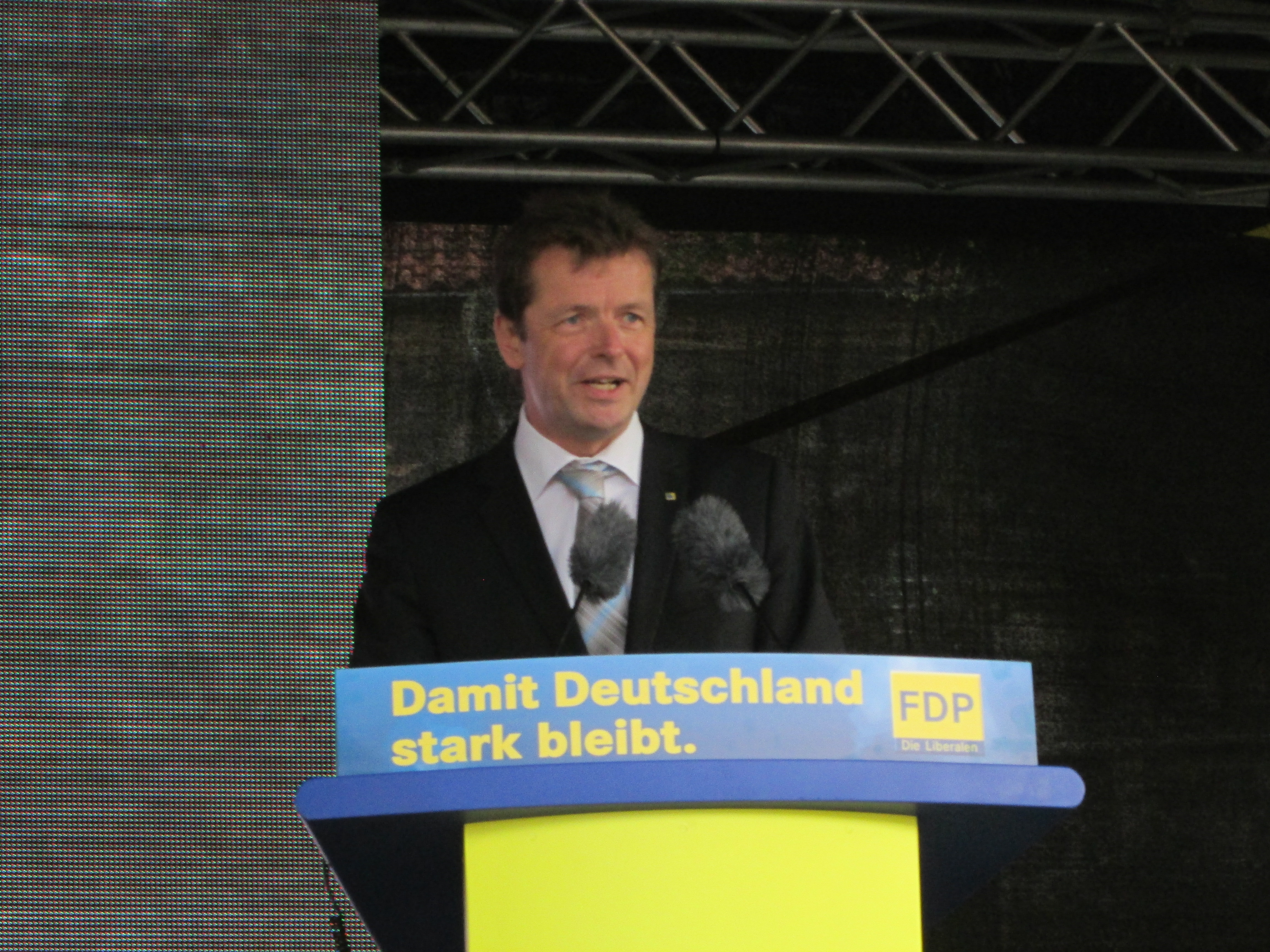
Bundestagswahlkampf 2013

Uwe Barth (* 23. Juli 1964 in Bad Langensalza) ist ein deutscher Politiker (FDP). Er war von 2003 bis 2014 Landesvorsitzender der FDP in Thüringen und von 2013 bis 2015 einer von drei stellvertretenden FDP-Bundesvorsitzenden. Von 2009 bis 2014 war er Vorsitzender der FDP-Fraktion im Thüringer Landtag.

## Leben und Beruf
Nach dem Abitur 1983 an der Erweiterten Oberschule in Auerbach/Vogtland leistete Barth seinen Wehrdienst ab und begann 1986 ein Studium der Physik an der Friedrich-Schiller-Universität Jena, welches er 1993 als Diplom-Physiker beendete. Er war dann bis 1994 persönlicher Referent des Thüringer Ministers für Umwelt und Landesplanung. Nach mehrjähriger Tätigkeit in der Immissionsschutzabteilung des Thüringer Ministeriums für Landwirtschaft, Naturschutz und Umwelt war er im Staatlichen Umweltamt Erfurt, zuletzt als Leiter der Abteilung für Immissionsschutz, Abfallwirtschaft und Chemikaliensicherheit, tätig.
Uwe Barth ist verheiratet und hat zwei Kinder.

## Politik
1986 wurde Barth Mitglied der LDPD. Während der Wende gehörte er zu den Mitbegründern der Jungliberalen Aktion Thüringen, der liberalen Jugendorganisation in Thüringen. Nachdem er 2002 zunächst zum stellvertretenden Vorsitzenden gewählt worden war, wurde Barth am 29. November 2003 Landesvorsitzender der FDP Thüringen. Von 2003 bis 2013 gehörte er dem FDP-Bundesvorstand an.
Barth war Spitzenkandidat der FDP für die Landtagswahl in Thüringen 2004, bei der die FDP jedoch lediglich 3,6 % erreichte und somit nicht in den Landtag einzog.
Nach der Bundestagswahl 2005 wurde Barth über die Landesliste der FDP Mitglied des Deutschen Bundestages. Hier war er seitdem Vorsitzender des Fraktionsarbeitskreises VI für Innovation, Gesellschaftspolitik und Kultur. Er war außerdem Sprecher der FDP-Bundestagsfraktion für Hochschulen. Im Bundestagswahlkreis Gera – Jena – Saale-Holzland-Kreis erhielt er 5,9 % der Stimmen. Er war bis 27. September 2009 Mitglied des Deutschen Bundestages.
Bei den Landtagswahlen in Thüringen 2009 war Barth erneut Spitzenkandidat der FDP. Nach 15 Jahren überwand die Partei erstmals wieder die Fünf-Prozent-Hürde; sie erhielt 7,6 % der Stimmen und gewann damit sieben Landtagsmandate. Im September 2009 wurde Barth zum Vorsitzenden der FDP-Landtagsfraktion gewählt. Seit dem außerordentlichen Bundesparteitag der FDP im Dezember 2013 war er gemeinsam mit Wolfgang Kubicki und Marie-Agnes Strack-Zimmermann einer von drei Stellvertretern des Bundesvorsitzenden Christian Lindner.
Die Landtagswahl 2014 brachte der Thüringer FDP das erneute Ausscheiden aus dem Landtag, wodurch auch Barth, der zum dritten Mal Spitzenkandidat seiner Partei gewesen war, sein Mandat verlor. Beim Landesparteitag am 22. November 2014 verzichtete er auf eine Wiederwahl zum Landesvorsitzenden. Neue Landesvorsitzende wurde Franka Hitzing.
Beim Bundesparteitag am 15. Mai 2015 in Berlin verzichtete er auf eine Kandidatur als stellvertretender Bundesvorsitzender. Ihm folgte Katja Suding nach.